# Bùi Công Kỳ
Bùi Công Kỳ (sinh ngày 29 tháng 11 năm 1919 tại Nam Định, mất năm 1985) nhạc sĩ Việt Nam. Ông tham gia kháng chiến chống Pháp và sáng tác ca khúc đầu tay Hồn Việt Nam trong những ngày đầu của Cách mạng Tháng Tám 1945. Bài hát này được chính ông hát trong một buổi diễn của đoàn kịch Anh Vũ của Thế Lữ.

## Sự nghiệp
- Sau ngày toàn quốc kháng chiến, ông là Trưởng đoàn văn công 316 dưới sự chỉ đạo trực tiếp của Chu Huy Mân và Song Hào. Sau chiến thắng Điện Biên Phủ Đoàn văn công 316 và đoàn văn công Tổng cục chính trị sáp nhập với nhau. Một loạt bài hát khác của Bùi Công Kỳ cũng ra đời trong dịp này như: Nông dân ơn Đảng ơn Bác Hồ, Tây Bắc mừng chiến thắng, Bài ca biên giới v.v.... Năm 1955 Nhà xuất bản Xây dựng đã phát hành tập nhạc "Ba Đình Nắng" của Bùi Công Kỳ gồm 6 bài với lời đề tựa của Nhạc sĩ Văn Cao.
- Từ năm 1956, ông là trưởng ban văn nghệ tại Đài phát thanh Tiếng nói Việt Nam và sau đó là Trưởng ban văn nghệ Đài truyền hình Trung ương.
- Năm 1974, khi công tác tại Ty Thông tin Phú Thọ, ông viết ca khúc Ba Đình nắng (phổ thơ Vũ Hoàng Địch) về ngày Quốc khánh 2 tháng 9 năm 1945. Thời kì này, ông về phụ trách Đoàn văn công Sư đoàn 316, rồi Trưởng đoàn văn công Tổng cục Hậu cần và viết tiếp một số ca khúc như: Anh và tôi, Bài ca biên giới, Tây Bắc mừng chiến thắng, Nông dân ơn Đảng...
- Tác phẩm ông để lại không nhiều, trong đó được biết đến nhiều hơn cả là Hồn Việt Nam và Ba Đình nắng. Bùi Công Kỳ là bạn thân của nhạc sĩ Đặng Thế Phong, theo một vài tài liệu thì ông có tham gia viết lời trong tác phẩm Giọt mưa thu của Đặng Thế Phong.

## Tác phẩm
- Anh và tôi
- Ba Đình nắng
- Bài ca biên giới
- Hồn Việt Nam
- Mừng xuân tuổi thơ vui ca múa
- Nông dân ơn Đảng
- Tây Bắc mừng chiến thắng
- Vui đón hòa bình

## Mộ Phần
Sau khi mất, Cố nhạc sĩ Bùi Công kỳ được an táng tại nghĩa trang Cổ Nhuế - Hà Nội. Năm 2008, Bà Nguyễn Phương Lan cũng được an táng tại đây.

## Gia đình
- Vợ: Ngọc (Đã mất), Nguyễn Phương Lan (Đã mất ngày âm 12/03/2008)
- Con gái: Bùi Ánh Vân, Bùi Phương Thảo, Bùi Phương Cầm (Đã mất), Bùi Ánh Linh
- Con rể: Lê Văn Thao (Đã mất), Nguyễn Đức Thụ, Nguyễn Mạnh Khuê
- Cháu: Lê Trung Hiếu, Lê Thu Hà, Lê Thanh Hảo, Nguyễn Đức Thịnh, Nguyễn Đức Thắng, Nguyễn Mạnh Khôi, Nguyễn Bảo Khánh, Bùi Trung Kiên.

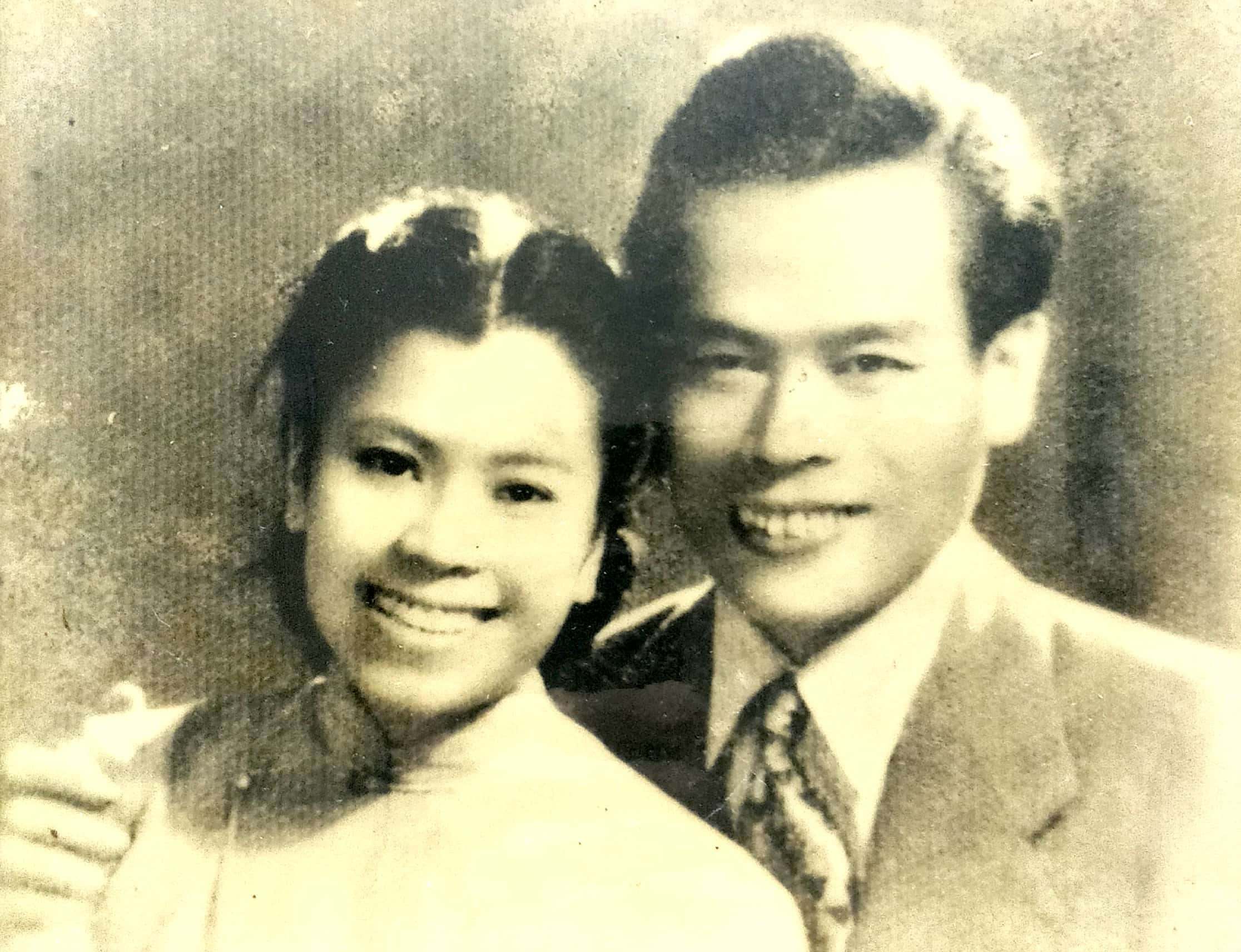
Bùi Công Kỳ và vợ Nguyễn Phương Lan

## Tham khảo

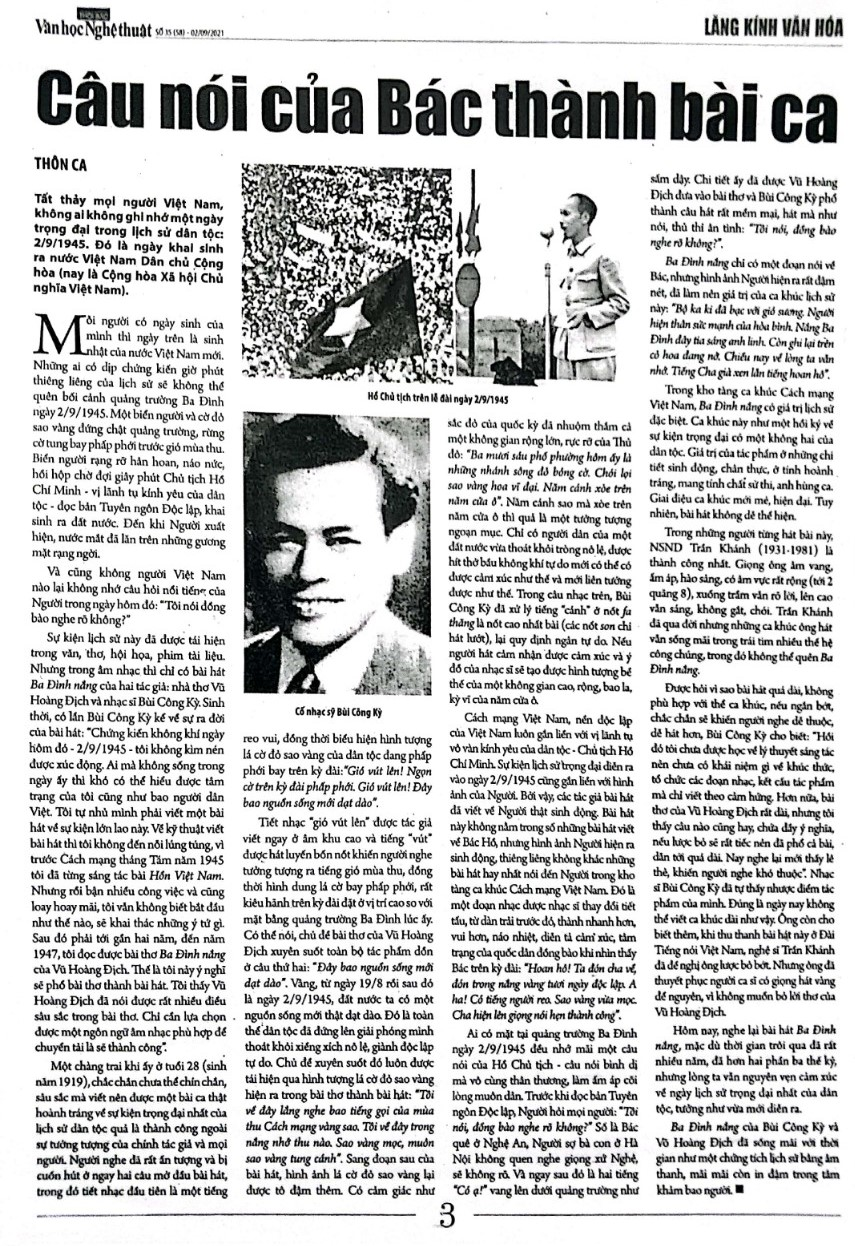
Câu nói của Bác đã trở thành bài ca